# غابيا غالفيديته
غابيا غالفيديته (من مواليد 17 يناير 2000) هي لاعبة ألعاب قوى ليتوانية متخصصة في جري المسافات المتوسطة فازت بالميدالية البرونزية في دورة الألعاب الأوروبية 2023 بعد حصوله على المركز الثالث في سباق 1500 متر.